# Singapadu
Singapadu is een bestuurslaag in het regentschap Gianyar van de provincie Bali, Indonesië. Singapadu telt 6904 inwoners (volkstelling 2010).